# Berri Barmera Council
Koordinaten: 34° 17′ S, 140° 36′ O

Der District Council of Berri Barmera ist ein lokales Verwaltungsgebiet (LGA) im australischen Bundesstaat South Australia. Das Gebiet ist 508 km² groß und hat etwa 10.000 Einwohner (2016).
Berri Barmera liegt im Osten von South Australia am Nordrand der Murray Lands nahe der Grenze zu Victoria etwa 200 km östlich der Metropole Adelaide. Das Gebiet beinhaltet acht Ortsteile und Ortschaften: Barmera, Berri, Cobdogla, Glossop, Loveday, Monash, Overland Corner und Winkie. Der Verwaltungssitz des Councils befindet sich in Berri im Osten der LGA am Murray River, wo etwa 4000 Einwohner leben (2016).

## Verwaltung
Der Council von Berri Barmera hat elf Mitglieder, die zehn Councillor und der Vorsitzende und Mayor (Bürgermeister) des Councils werden von den Bewohnern der LGA gewählt. Berri Barmera ist nicht in Bezirke untergliedert.